# Milivoj Bebić
Milivoj Bebić, nacido en Herceg Novi el 29 de agosto de 1959, jugador internacional yugoslavo / croata de waterpolo.

## Biografía
Milivoj Bebic es conocido por meter multitud de goles en waterpolo. En 6 años jugando con la selección de Yugoslavia consiguió 620 goles en 222 partidos. Fue miembro del equipo que consiguió la medalla de plata en las olimpiadas de Moscú 1980 y la medalla de oro en Los Ángeles 1984 frente a la poderosa selección de USA. En un partido frente a Guatemala su equipo ganó por 62 a 0 y Bebic metió 28 goles.
Compitió en los clubs VK JUg, VK Posk, de Split (1975-1985), Volturno, Italia (1986-1990) y Nervi (1990- 1992).
Por tres años fue elegido Mejor deportista de Dalmacia.

## Clubs
- VK POŠK ( Croacia)
- VK Jug  ( Croacia)
- Volturno  ( Italia)
- Nervi  ( Italia)

## Palmarés
Como jugador en su selección
- Oro en los juegos olímpicos de Los Ángeles 1984.
- Plata en los juegos olímpicos de Moscú 1980.